# Paul Sébillot

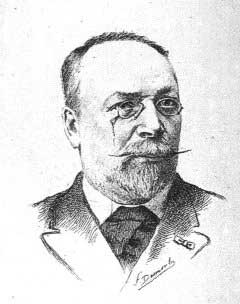
Paul Sébillot

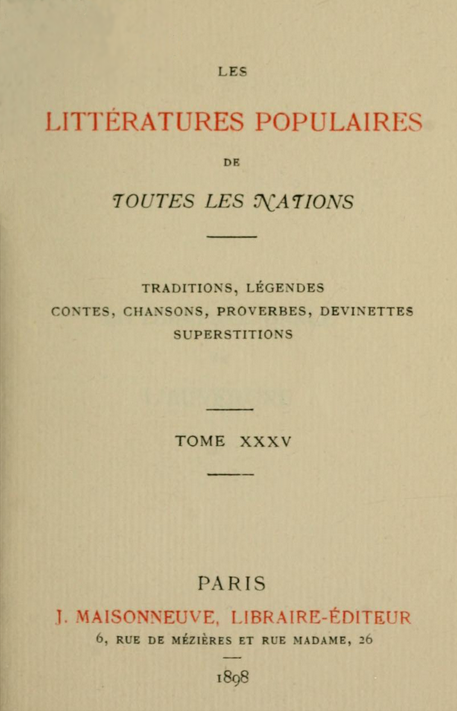
Les littératures populaires de toutes les nations (XXXV) 1898.

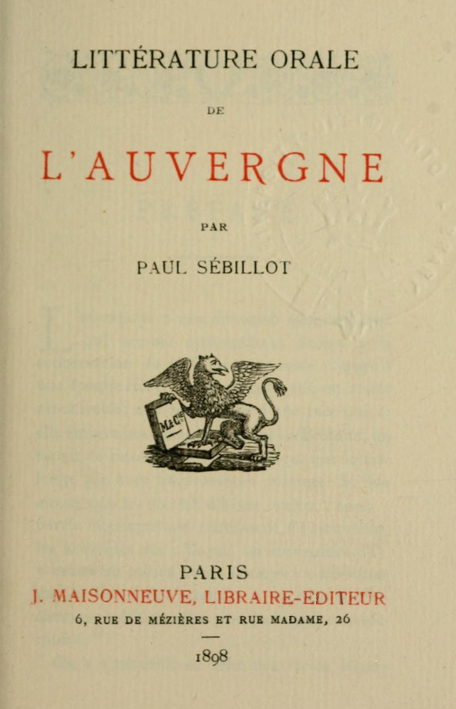
Littérature orale de L'Auvergne (1898).

Paul Sébillot (* 6. Februar 1843 in Matignon, Côtes-d’Armor; † 23. April 1918 in Paris) war ein französischer Erzählforscher, Maler und Schriftsteller.

## Leben
Sébillot studierte als Sohn einer liberalen Arztfamilie zunächst Rechtswissenschaften in Rennes, ab 1863 neben Rechtswissenschaften auch Malerei in Paris. In den 1870er Jahren nahm er erstmals an bedeutenden (auch internationalen) Ausstellungen teil. 1875 publizierte er die Broschüre La République, c'est la tranquillité mit einer Auflage von 60.000 Exemplaren. Zwischen 1889 und 1892 hatte er hohe Posten im Ministerium für Technik, Verkehr und Bergbau (Ministère des Travaux public) inne.

## Schriften
- Coutumes populaires de la Haute-Bretagne. Paris 1886 (Les littératures populaires de toutes les nations; 22).
- Le folklore de France. Paris 1904–1906.

## Märchen
- Eselshaus oder Eselchenhaut –  Peau d’ânette (vgl. Allerleirauh und Die drei Spinnerinnen); (Haute-Bretagne)[1]
- Das Zaubergeweih – (vgl. Die Geschichte von dem kleinen Muck); (Haute-Bretagne)
- Die Schäferin der Fluren – (vgl. Die Froschkönigin); (Haute-Bretagne)[2];
- Die armen Seelen – Les âmes en peine (vgl. Schneewittchen); (Auvergne);
- Die sieben Brüder – Les sept frères et leur soeur (vgl. Die sieben Raben); (Gascogne und Pyrenäen)[3]
- Die verzauberten Strümpfe – Les bas enchantés (vgl. Schneewittchen) (Haute-Bretagne)[4]
- Die schmutzige Schäferin – (vgl. Die Gänsehirtin am Brunnen)[5]